# Muchomornica śluzowata

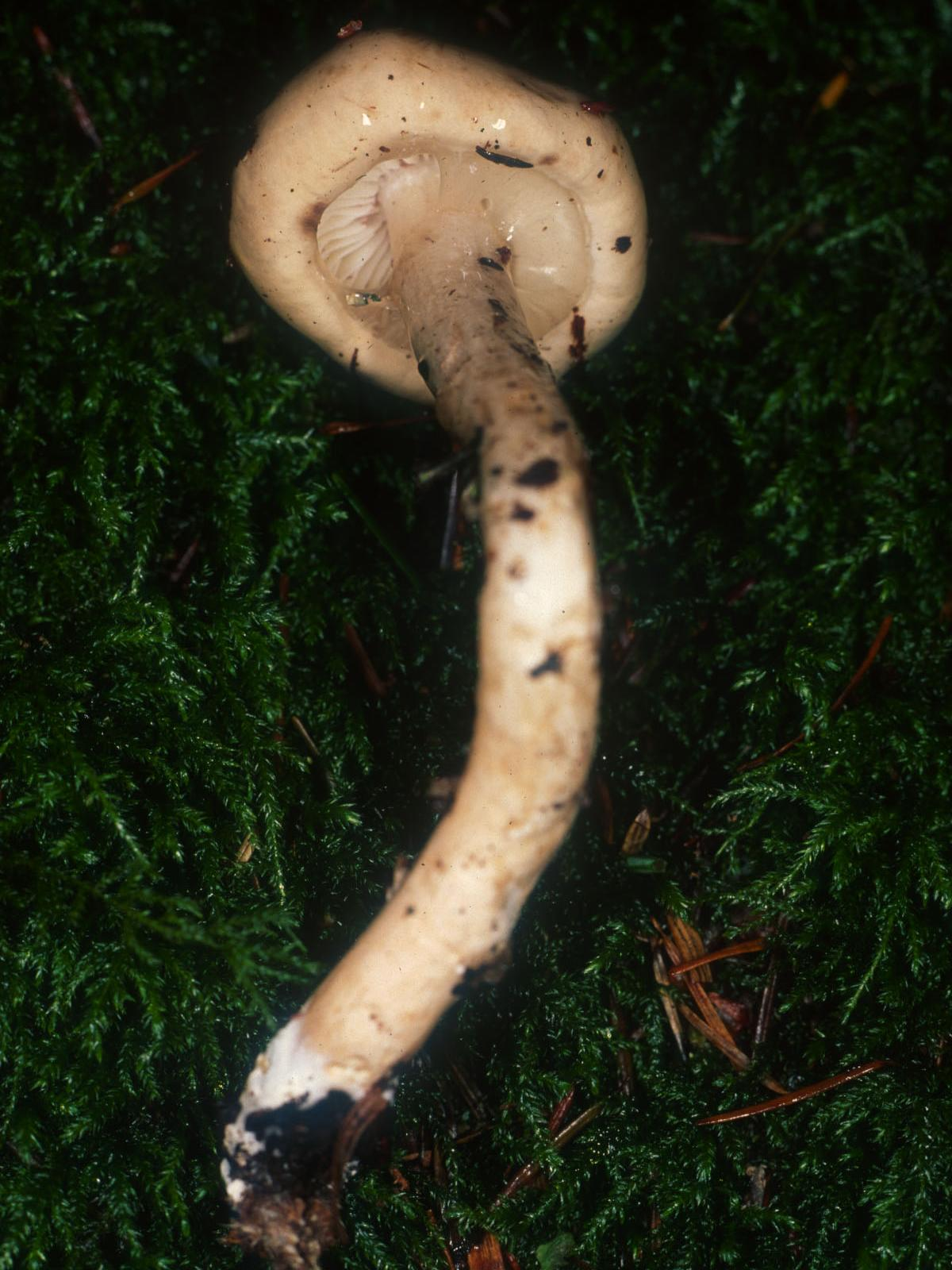

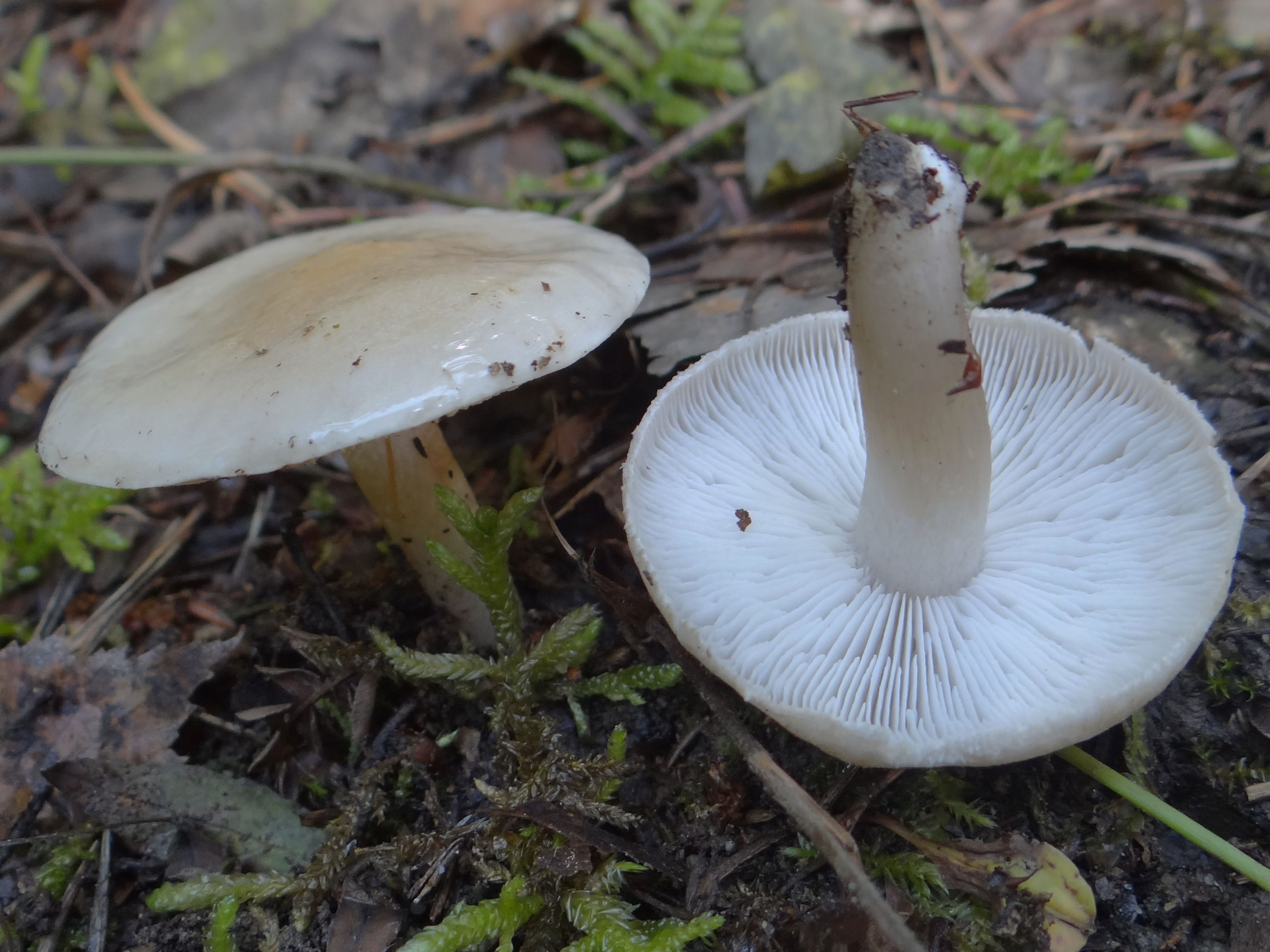

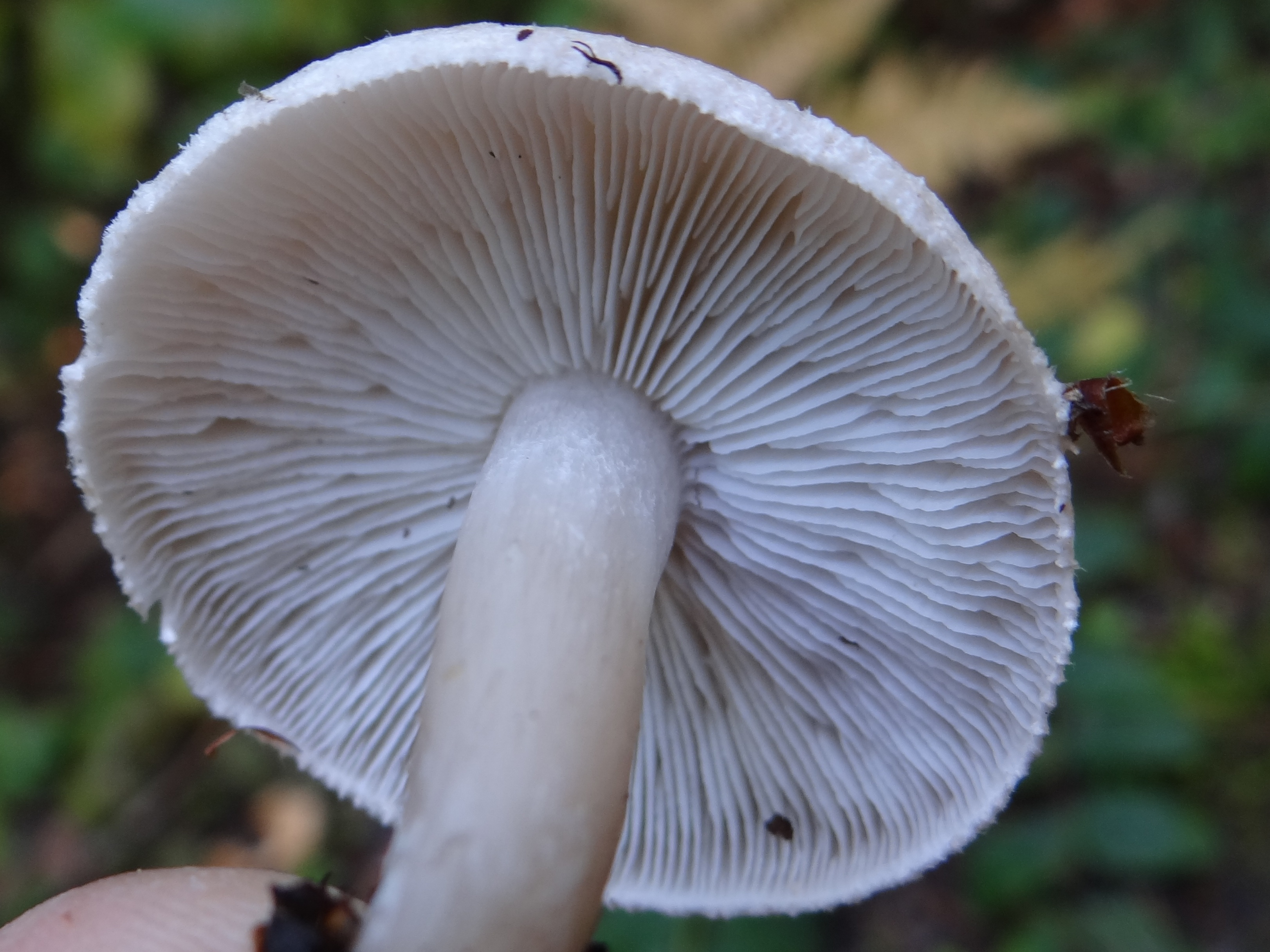

Muchomornica śluzowata (Zhuliangomyces illinitus (Fr.) Redhead) – gatunek grzybów z rodziny muchomorowatych (Amanitaceae).

## Systematyka i nazewnictwo
Pozycja w klasyfikacji: Amanitaceae, Agaricales, Agaricomycetidae, Agaricomycetes, Agaricomycotina, Basidiomycota, Fungi według Index Fungorum.
Po raz pierwszy opisał go w roku 1818 Elias Fries nadając mu nazwę Agaricus illinitus. Obecną nazwę nadał mu w roku 2019 Scott Alan Redhead, przenosząc go do rodzaju Zhuliangomyces.
Niektóre synonimy naukowe:

- Agaricus illinitus Fr. 1818
- Amanitella illinita (Fr.) Maire 1913
- Limacella illinita (Fr.) Maire 1933
- Limacella illinita var. argillacea (Fr.) H.V. Sm. 1945
- Limacella illinita (Fr.) Maire 1933, var. illinita
- Limacella illinita var. rubescens H.V. Sm. 1945
- Mastocephalus illinitus (Fr.) Kuntze 1891
- Myxoderma illinitum (Fr.) Kühner 1926

Polską nazwę zaproponował Władysław Wojewoda w 2003 r. Jest niespójna z aktualną nazwą naukową.

## Morfologia
Kapelusz
Średnica 2–9 cm, kształt u młodych owocników półkulisty, później dzwonkowaty i łukowaty, w końcu płaski z tępym garbem. Brzeg długo podwinięty. Powierzchnia podczas suchej pogody matowa, podczas wilgotnej bardzo śliska i błyszcząca. Kolor początkowo biały, tylko na środku kapelusza ochrowy, później jasnokremowy, żółtawy, ochrowobrązowy.
Blaszki
Szerokie, wolne, gęste, o gładkich ostrzach, białawe.
Trzon
Wysokość 5–10 cm, grubość 0,6–1 cm, walcowaty, w dolnej części nieco rozszerzony, ale bez bulwy. Jest kruchy, początkowo pełny, później pusty. U młodych owocników pokryty jest śluzem. Pod kapeluszem biały z resztkami śluzowatego pierścienia, poza tym ma barwę od białawej do jasnoochorowej.
Miąższ
Biały, tylko na środku kapelusza gruby. Ma mączny smak i zapach.
Wysyp zarodników
Biały. Zarodniki kuliste do szeroko elipsoidalnych, gładkie, nieamyloidalne, o rozmiarach 4,5–6,5 × 4–6 μm.
Gatunki podobne
Podobny jest łuskwiak śluzowaty (Pholiota lenta). Odróżnia się włóknisto łuskowatym trzonem (poniżej białej strefy pierścieniowej) oraz siedliskiem – rośnie na martwym drewnie.

## Występowanie i siedlisko
W Ameryce Północnej i w Europie opisano wiele stanowisk muchomornicy śluzowatej i jest tutaj szeroko rozprzestrzeniona. Poza tymi kontynentami opisano jej występowanie tylko w Wenezueli. W Polsce częstość występowania i rozprzestrzenienie nie są znane. W piśmiennictwie naukowym na terenie Polski do 2003 r. opisano tylko 4 jej stanowiska.
Naziemny grzyb saprotroficzny. Występuje w lasach iglastych, mieszanych i liściastych z udziałem świerka lub jodły. Rośnie w trawie, wśród mchów i na ściółce leśnej. Pojawia się w miesiącach sierpień – październik.

## Znaczenie
Grzyb jadalny.
W badaniach przeprowadzonych w 2007 roku u Zhuliangomyces illinitus wykryto cztery nowe bioaktywne związki. Niektóre z nich wykazywały słabą fitotoksyczność i umiarkowane działanie nicieniobójcze przeciwko Caenorhabditis elegans. Inne działały umiarkowanie cytotoksycznie.